# Titularbistum Beatia
Beatia ist ein Titularbistum der römisch-katholischen Kirche.
Es geht zurück auf einen untergegangenen Bischofssitz von Beatia in der römischen Hispania Tarraconensis, dem heutigen Baeza. Der Bischofssitz gehörte der Kirchenprovinz Toledo an.
| Titularbischöfe von Beatia |                     |                                 |                   |                   |
| Nr.                        | Name                | Amt                             | von               | bis               |
| 1                          | Albin Małysiak CM   | Weihbischof in Krakau (Polen)   | 14. Januar 1970   | 16. Juli 2011     |
| 2                          | Wiesław Śmigiel     | Weihbischof in Pelplin (Polen)  | 24. März 2012     | 11. November 2017 |
| 3                          | José Cobo Cano      | Weihbischof in Madrid (Spanien) | 29. Dezember 2017 | 12. Juni 2023     |
| 4                          | Juan Carlos Londoño | Weihbischof in Québec (Kanada)  | 12. Dezember 2023 |                   |